# Liste der Baudenkmale in Gülitz-Reetz
In der Liste der Baudenkmale in Gülitz-Reetz sind alle Baudenkmale der brandenburgischen Gemeinde Gülitz-Reetz und ihrer Ortsteile aufgelistet. Grundlage ist die Veröffentlichung der Landesdenkmalliste mit dem Stand vom 31. Dezember 2020.

## Baudenkmale in den Ortsteilen
In den Spalten befinden sich folgende Informationen:
- ID-Nr.: Die Nummer wird vom Brandenburgischen Landesamt für Denkmalpflege vergeben. Ein Link hinter der Nummer führt zum Eintrag über das Denkmal in der Denkmaldatenbank. In dieser Spalte kann sich zusätzlich das Wort Wikidata befinden, der entsprechende Link führt zu Angaben zu diesem Denkmal bei Wikidata.
- Lage: die Adresse des Denkmales und die geographischen Koordinaten. Link zu einem Kartenansichtstool, um Koordinaten zu setzen. In der Kartenansicht sind Denkmale ohne Koordinaten mit einem roten beziehungsweise orangen Marker dargestellt und können in der Karte gesetzt werden. Denkmale ohne Bild sind mit einem blauen bzw. roten Marker gekennzeichnet, Denkmale mit Bild mit einem grünen beziehungsweise orangen Marker.
- Bezeichnung: Bezeichnung in den offiziellen Listen des Brandenburgischen Landesamtes für Denkmalpflege. Ein Link hinter der Bezeichnung führt zum Wikipedia-Artikel über das Denkmal.
- Beschreibung: die Beschreibung des Denkmales
- Bild: ein Bild des Denkmales und gegebenenfalls einen Link zu weiteren Fotos des Baudenkmals im Medienarchiv Wikimedia Commons

### Gülitz
| ID-Nr.            | Lage                | Bezeichnung | Beschreibung | Bild           |
| ----------------- | ------------------- | ----------- | --- | -------------- |
| 09160158 Wikidata | Kirchplatz (Lage)   | Dorfkirche  | Die evangelische Kirche wurde 1875 erbaut. Der Entwurf stammt von F. A. Stüler. Es ist ein neugotischer Bau aus Feld- und Backstein. | weitere Bilder |
| 09160681          | Kirchplatz 7 (Lage) | Gutshaus    | Der Fachwerkbau stammt wahrscheinlich aus dem Jahre 1717. Die Zimmer sind als Enfilade errichtet.                                    | BW             |

### Reetz
| ID-Nr.   | Lage                | Bezeichnung | Beschreibung         | Bild           |
| -------- | ------------------- | ----------- | -------------------- | -------------- |
| 09160535 | Mühlenstraße (Lage) | Dorfkirche  | Datierung: 1820/1840 | weitere Bilder |

### Gülitz, Schönholz
| ID-Nr.   | Lage                 | Bezeichnung                        | Beschreibung                                                                                                 | Bild           |
| -------- | -------------------- | ---------------------------------- | --- | -------------- |
| 09160159 | Ottilienweg 1 (Lage) | Syndikatsgebäude der Braunkohle AG | Das Verwaltungsgebäude der Braunkohle AG ist ein zweieinhalbgeschossiges massives Haus mit einem Satteldach. | weitere Bilder |
| 09160160 | Ottilienweg 5 (Lage) | Wohnhaus                           | | Wohnhaus       |

### Wüsten Vahrnow
| ID-Nr.   | Lage                                  | Bezeichnung           | Beschreibung | Bild |
| -------- | ------------------------------------- | --------------------- | ------------ | ---- |
| 09162014 | Gülitzer Straße, Baeker Straße (Lage) | Burgruine („Kuhburg“) |              | BW   |